# Başak Parlak
Başak Parlak (Tekirdağ, Turquía, 3 de noviembre de 1989)  es una actriz y modelo que fue reconocida con la serie de televisión "Fikrimin İnce Gülü".
En 2007 participó en "Fikrimin İnce Gülü" con un papel secundario mientras que en 2008 interpretó a papel principal. En 2017, interpretó al personaje de Seda en la serie de televisión Winter Sun, pero debido a las bajas calificaciones, la serie llegó a la final en el episodio 18.
Interpretó al personaje de Pelin en Şevkat Yerimdar en 2013 y su secuela Şevkat Yerimdar 2: We Are Crippled Çok en 2016. Interpretó el personaje de Esin Uçar en la serie de televisión Şevkat Yerimdar, que se emitió entre 2017-2018.

## Películas
En 2006 
- Geceler Yarim Oldu	Emine (Papel principal)
- Memleket Hikayeleri - Arda Boyları	Zeynep (Papel principal)
- Memleket Hikayeleri: Evlerinin Önü Mersin	Sırma (Papel principal)

En 2009
- Süpürr!	Naz(Papel principal)

En 2010
- Mahpeyker Kösem Sultan	Turhan Sultan (Papel secundario)

En 2013
- Neva	Neva (Papel principal)
- Şevkat Yerimdar	Pelin (Papel principal)

En 2014
- Bana Adını Sor	Merve (Papel principal)

En 2016
- Şevkat Yerimdar 2: Bizde Sakat Çok	Pelin (Papel principal)

En 2018
- Bebek Geliyorum Demez	Beste (Papel principal)

## Series de TV
| Año       | Título             | Personaje          | Papel              |
| --------- | ------------------ | ------------------ | ------------------ |
| 2003      | Zalim              |                    | Papel secundario   |
| 2004      | Ayışığı Neredesin  |                    | Papel secundario   |
| 2004      | Büyük Buluşma      |                    | Aparición especial |
| 2005      | Beşinci Boyut      | Yeşim              | Aparición especial |
| 2005      | Acı Hayat          | Hizmetçi Gizem     | Papel secundario   |
| 2005      | Emret Komutanım    | Jennifer           | Papel secundario   |
| 2006–2008 | Doktorlar          | İrem               | Papel secundario   |
| 2007      | Fikrimin İnce Gülü | Gülendam           | Papel secundario   |
| 2008      | Serçe              | Mine Aslan / Serçe | Papel principal    |
| 2009      | Uygun Adım Aşk     | Gülşah             | Papel secundario   |
| 2010-2011 | Papatyam           | Sıla               | Papel secundario   |
| 2011      | Sırat              | Ceren Çandar       | Papel secundario   |
| 2011-2012 | Yamak Ahmet        | Dilruba            | Papel principal    |
| 2014      | Sevdam Alabora     | Banu               | Papel principal    |
| 2014      | Bugünün Saraylısı  | Ece                | Aparición especial |
| 2015      | Bir Deniz Hikayesi | Reyhan             | Papel principal    |
| 2016      | Kış Güneşi         | Seda               | Papel secundario   |
| 2017–2018 | Şevkat Yerimdar    | Esin Uçar          | Papel principal    |